# Teorema de Holditch
O teorema de Holditch afirma que se uma corda de comprimento fixo é permitida girar dentro de uma curva fechada convexa, então o lugar geométrico de um ponto na corda a uma distância p de uma extremidade e a uma distância q da outra extremidade é uma curva fechada cuja área é menor do que àquela da curva original por {\displaystyle \pi pq}. O teorema foi publicado em 1858 por Hamnet Holditch.